# Bradninch
Bradninch est une petite ville du Devon en Angleterre. Située au sud de Cullompton, elle comptait 1 916 habitants au moment du recensement de 2001.
-Personnalités: le père de l'explorateur américain Daniel Boone y est né.

## Démographie
| 1851  | 1887  | 2001  | 2011  | 2012         | 2013         |
| ----- | ----- | ----- | ----- | ------------ | ------------ |
| 1 834 | 1 705 | 1 916 | 2 041 | 2 222 (est.) | 2 366 (est.) |

## Jumelage
- Landunvez (France)